# Servicio de Inteligencia Colombiano
Servicio de Inteligencia Colombiano (SIC) fue un organismo colombiano encargado de la Inteligencia y contrainteligencia en el país. Estuvo vigente entre 1953 y 1960 cuando fue reemplazado por el Departamento Administrativo de Seguridad (DAS), a su vez reemplazado en 2011, por la actual  Dirección Nacional de Inteligencia (DNI). Fue la primera entidad estatal creada para ese fin.

## Historia

### Primer organismo de inteligencia en Colombia
En 1953, aparece como una de las políticas implementadas en el gobierno del General Gustavo Rojas Pinilla, fue la creación del Departamento Administrativo del Servicio de Inteligencia Civil Colombiano (SIC), mediante el Decreto 2872 del 31 de octubre de 1953. El SIC prestaba servicios de inteligencia para asuntos de seguridad interna, mientras para la externa existía otra entidad dentro de la estructura del Estado. Sin embargo también fue utilizado como medio de espionaje y represión contra sectores de oposición.
Este departamento funcionaba con total independencia sobre instituciones homólogas, militares, policiales y/o de seguridad, a la altura de un Ministerio y al servicio exclusivo del Presidente de la República y sus ministros para su protección y la de sus familias, además de apoyar la protección de embajadores, y otros dignatarios durante su permanencia en Colombia. También funcionaba como apoyo en la toma de decisiones del gobierno prestando servicios de inteligencia y contrainteligencia de Estado de manera exclusiva, para asuntos de seguridad interna y externa.
Dicho departamento fue también dotado de funciones de Policía Judicial con el objetivo de combatir vía inteligencia las amenazas contra el Estado y dar investigaciones judiciales para ejercer acciones contra el crimen, además de funciones de migración y extranjería para apoyar y vigilar el ingreso y circulación de ciudadanos extranjeros en todo el territorio Nacional.

### Reforma y fundación del DAS
Para 1960, en el gobierno de Alberto Lleras Camargo, mediante el Decreto 1717 del 18 de julio de 1960, se sustituye la SIC por el Departamento Administrativo de Seguridad (DAS).